# Miholašćica
Miholašćica – wieś w Chorwacji, w żupanii primorsko-gorskiej, w mieście Cres. W 2011 roku liczyła 36 mieszkańców.